# شهرستان هوایرن
شهرستان هوایرن (به لاتین: Huairen) یک منطقهٔ مسکونی در چین است که در شوجو واقع شده‌است.